# Сандаларис
Сандала̀рис (на гръцки: Σανταλάρης; на турски: Sandallar) е село в Кипър, окръг Фамагуста. Според статистическата служба на Северен Кипър през 2011 г. селото има 28 жители.
Де факто е под контрола на непризнатата Севернокипърска турска република.